# Ascorhynchus tuberosus
Ascorhynchus tuberosus is een zeespin uit de familie Ascorhynchidae. De soort behoort tot het geslacht Ascorhynchus. Ascorhynchus tuberosus werd in 1962 voor het eerst wetenschappelijk beschreven door Utinomi. 